# لاسان كروما
لاسان كروما (بالإنجليزية: Lasan Kromah)‏ مواليد 24 يونيو 1991 في كوينز، هو لاعب كرة سلة أمريكي. بدأ مسيرته الاحترافية في سنة 2014. يلعب في الدوري المجري لكرة السلة. يبلغ طوله 6 قدم 6 بوصة (2.0 م).

## المسيرة الاحترافية
لعب مع توركو كونياسبور في الدوري التركي في سنة 2015، ثم لعب مع ويستتشستر نيكس في سنة 2016، ثم لعب مع ملبورن يونايتد في الدوري الأسترالي في سنة 2017.

## روابط خارجية
- لاسان كروما على موقع الدوري الإسباني لكرة السلة (الإسبانية)
- لاسان كروما على موقع كرة السلة الأوروبية.كوم (الإنجليزية)
- لاسان كروما على موقع كلية كرة السلة في سبورتس رفرنس.كوم (الإنجليزية)
- لاسان كروما على موقع ريلجم (الإنجليزية)
- لاسان كروما على موقع بروبوليرز (الإنجليزية)
- لاسان كروما على موقع سبورتس رفرنس (الإنجليزية)
- لاسان كروما على موقع سبورتس رفرنس (الإنجليزية)